# Трофе де гримпёр (женский)
Трофе де гримпёр (фр. Trophée des grimpeurs) — женская шоссейная однодневная велогонка, проходившая по территории Франции с 1990 по 2009 год.

## История
Впервые гонка прошла в 1990 году. После этого последовал 10-летний перерыв. В 2000 году с созданием женского Кубка Франции гонка была возобновлена и стала проходить ежегодно.
В 2009 году гонка прошла в последний раз. С 2011 года вместо неё организаторы направили свои усилия на проведения многодневки Рут де Франс феминин
Маршрут гонки проходил в регионе Иль-де-Франс в окрестностях Шантелуп-ле-Винь. Протяженность дистанции составляла около 60 км. Организатором выступала Routes et Cycles которая была создана Жозетт Леллио, дочерью Жана Леллио организатора нескольких велогонок.
Рекордсменом с пятью победами стала француженка Жанни Лонго.

## Призёры
| Год  | Победитель        | Второй                | Третий              |
| ---- | ----------------- | --------------------- | ------------------- |
| 1990 | Лиди Лукас        | Коринна Ле Галь       | Элизабет Маха       |
| 2000 | Эдита Пучинскайте | Жюльетт Вандекеркхове | Дельфина Тонини     |
| 2001 | Жанни Лонго       | Магали Ле Флок        | Сандрин Маркуз      |
| 2002 | Михо Оки          | Софи Крё              | Сандрин Маркуз      |
| 2003 | Магали Ле Флок    | Жюльетт Вандекеркхове | Сандрин Маркуз      |
| 2004 | Жанни Лонго       | Магали Ле Флок        | Марион Клинье       |
| 2005 | Джоанна Бьюик     | Соня Юге              | Магали Ле Флок      |
| 2006 | Марилин Сальвета  | Карин Готар-Руссель   | Марина Жонатр       |
| 2007 | Жанни Лонго       | Эдвиж Питель          | Дельфина Тонини     |
| 2008 | Жанни Лонго       | Кристель Феррье-Брюно | Магали Ле Флок      |
| 2009 | Жанни Лонго       | Эдвиж Питель          | Карин Готар-Руссель |